# Guido Pella
Guido Pella (* 17. května 1990 Bahía Blanca) je argentinský profesionální tenista. Ve své dosavadní kariéře vyhrál na okruhu ATP Tour jeden singlový turnaj. Na challengerech ATP a okruhu ITF získal dvacet titulů ve dvouhře a čtrnáct ve čtyřhře.
Na žebříčku ATP byl ve dvouhře nejvýše klasifikován v říjnu 2019 na 20. místě a ve čtyřhře v červenci téhož roku na 55. místě. Trénují ho José Acasuso a Kevin Konfederak.
Sestra Catalina Pellaová je také profesionální tenistka, pohybující se převážně na okruhu ITF.

## Týmové soutěže
V argentinském daviscupovém týmu debutoval v roce 2016 gdaňským prvním kolem Světové skupiny proti Polsku, v němž vyhrál úvodní dvouhru nad Przysiężnym. Argentinci zvítězili 3:2 na zápasy. Ve čtvrtfinále proti Itálii triumfoval s del Potrem ve čtyřhře a dopomohl k postupu do semifinálové fáze. V ní proti Velké Británii porazil Edmunda a podlehl Andymu Murraymu. Argentinští hráči přesto vyhráli 3:2 na zápasy. Ve finále s Chorvaty byl členem vítězného týmu, i když na dvorec nenastoupil. Argentina se tak stala prvním latinskoamerickým šampionem Davisova poháru. Do září 2023 v soutěži nastoupil k jedenácti mezistátním utkáním s bilancí 7–5 ve dvouhře a 1–1 ve čtyřhře.
Argentinu reprezentoval na Letních olympijských hrách 2016 v Riu de Janeiru. V mužské dvouhře jej v úvodním kole vyřadil třináctý nasazený Němec Philipp Kohlschreiber, přestože získal úvodní sadu.

## Tenisová kariéra
V grandslamové juniorské kategorii se nejdále probojoval do semifinále dvouhry na French Open 2008. Premiérový start v hlavní soutěži grandslamového turnaje zaznamenal na newyorském US Open 2012, kde v úvodním kole dvouhry podlehl ruskému hráči Nikolaji Davyděnkovi ve čtyřech sadách.
Hráče elitní světové desítky poprvé porazil ve druhém kole antukového Power Horse Cupu 2013 v Düsseldorfu, když jako 101. muž klasifikace vyřadil desátého tenistu světa Janka Tipsareviće. V téže fázi čínského Chengdu Open 2017 zdolal rakouskou světovou sedmičku Dominica Thiema. Třetí skalp člena Top 10 získal ve druhém utkání Wimbledonu 2018 po vítězství nad chorvatským pátým hráčem žebříčku Marinem Čilićem.
Do premiérového finále na okruhu ATP Tour postoupil během únorového Rio Open 2016, kde zvládl semifinále s Rakušanem Dominicem Thiemem. Z boje o titul odešel poražen od Uruguayce Pabla Cuevase. Debutovou trofej získal na pátý pokus, po čtyřech prohraných finále, na antukovém Brasil Open 2019 v São Paolu. V závěrečném duelu turnaje zdolal 22letého Chilana Christiana Garína po dvousetovém průběhu.

## Finále na okruhu ATP Tour
| Legenda                   |
| ------------------------- |
| D – dvouhra; Č – čtyřhra  |
| Grand Slam (0)            |
| Turnaj mistrů (0)         |
| ATP Tour Masters 1000 (0) |
| ATP Tour 500 (0–1 D)      |
| ATP Tour 250 (1–3 D)      |

### Dvouhra: 5 (1–4)
| Stav      | č. | datum             | turnaj                   | povrch     | soupeř ve finále     | výsledek           |
| --------- | -- | ----------------- | ------------------------ | ---------- | -------------------- | ------------------ |
| Finalista | 1. | 21. února 2016    | Rio de Janeiro, Brazílie | antuka     | Pablo Cuevas         | 4–6, 7–6(7–5), 4–6 |
| Finalista | 2. | 7. května 2017    | Mnichov, Německo         | antuka     | Alexander Zverev     | 4–6, 3–6           |
| Finalista | 3. | 22. července 2018 | Umag, Chorvatsko         | antuka     | Marco Cecchinato     | 2–6, 6–7(4–7)      |
| Finalista | 4. | 10. února 2019    | Córdoba, Argentina       | antuka     | Juan Ignacio Londero | 6–3, 5–7, 1–6      |
| Vítěz     | 1. | 3. března 2019    | São Paolo, Brazílie      | antuka (h) | Cristian Garín       | 7–5, 6–3           |

## Finále na challengerech ATP a tituly okruhu ITF

### Dvouhra: 22 (20–2)
| Legenda                            |
| ---------------------------------- |
| ATP Challenger Tour Finals (1–0 D) |
| Challengery (12–2 D; 6 Č)          |
| Futures (7 D; 8 Č)                 |

| Stav      | datum              | turnaj                  | povrch     | soupeř ve finále          | výsledek                |
| --------- | ------------------ | ----------------------- | ---------- | ------------------------- | ----------------------- |
| Vítěz     | 14. července 2008  | Trujillo, Peru          | antuka     | Juan Manuel Valverde      | 6–0, 6–4                |
| Vítěz     | 13. dubna 2009     | Jujuy, Argentina        | antuka     | Guillermo Rivera-Aránguiz | 6–3, 6–4                |
| Vítěz     | 24. srpna 2009     | La Paz, Bolívie         | antuka     | Gaston Giussani           | 4–6, 6–2, 6–2           |
| Vítěz     | 31. srpna 2009     | La Paz, Bolívie         | antuka     | Arnau Burgués-Davi        | 6–2, 6–7(3–7), 7–6(7–5) |
| Vítěz     | 16. listopadu 2009 | Corrientes, Argentina   | antuka     | Lionel Noviski            | 6–3, 6–0                |
| Vítěz     | 16. listopadu 2009 | Corrientes, Argentina   | antuka     | Marco Trungelliti         | 3–6, 6–1, 6–2           |
| Vítěz     | 1. října 2011      | Cochabamba, Bolívie     | antuka     | Juan Ignacio Londero      | 6–4, 6–3                |
| Finalista | 27. listopadu 2011 | Guayaquil, Ekvádor      | antuka     | Matteo Viola              | 4–6, 1–6                |
| Vítěz     | 3. března 2012     | Salinas, Ekvádor        | antuka     | Paolo Lorenzi             | 1–6, 7–5, 6–3           |
| Vítěz     | 5. srpna 2012      | Manta, Ekvádor          | tvrdý      | Maximiliano Estévez       | 6–4, 7–5                |
| Vítěz     | 23. září 2012      | Campinas, Brazílie      | antuka     | Leonardo Kirche           | 6–4, 6–0                |
| Vítěz     | 1. prosince 2012   | São Paulo, Brazílie     | tvrdý (h)  | Adrian Ungur              | 6–3, 6–7(4–7), 7–6(7–4) |
| Vítěz     | 6. října 2013      | São Paulo, Brazílie     | antuka     | Facundo Argüello          | 6–1, 6–0                |
| Vítěz     | 17. listopadu 2014 | Lima, Peru              | antuka     | Jason Kubler              | 6–2, 6–4                |
| Vítěz     | 31. března 2015    | San Luis Potosí, Mexiko | antuka     | James McGee               | 6–3, 6–3                |
| Vítěz     | 27. dubna 2015     | São Paulo, Brazílie     | antuka     | Christian Lindell         | 7–5, 7–6(7–1)           |
| Finalista | 11. května 2015    | Heilbronn, Německo      | antuka (h) | Alexander Zverev          | 1–6, 6–7(7–9)           |
| Vítěz     | 4. října 2015      | Porto Alegre, Brazílie  | antuka     | Diego Schwartzman         | 6–3, 7–6(7–5)           |
| Vítěz     | 22. listopadu 2015 | Montevideo, Uruguay     | antuka     | Iñigo Cervantes           | 7–5, 2–6, 6–4           |
| Vítěz     | 2. července 2017   | Milán, Itálie           | antuka     | Federico Delbonis         | 6–2, 2–1skreč           |
| Vítěz     | 12. srpna 2017     | Floridablanca, Kolumbie | antuka     | Facundo Argüello          | 6–2, 6–4                |
| Vítěz     | 11. listopadu 2018 | Montevideo, Uruguay     | antuka     | Carlos Berlocq            | 6–3, 3-6, 6-1           |

### Čtyřhra (14 titulů)
| Č.  | datum         | turnaj                  | povrch | spoluhráč         | poražení finalisté                      | výsledek                     |
| --- | ------------- | ----------------------- | ------ | ----------------- | --------------------------------------- | ---------------------------- |
| 1.  | listopad 2008 | Buenos Aires, Argentina | antuka | Andrés Molteni    | Alejandro Kon Gonzalo Tur               | 4–6, 6–3, [10–8]             |
| 2.  | listopad 2008 | Neuquén, Argentina      | antuka | Andrés Molteni    | Guillermo Bujniewicz N Jara-Lozano      | 6–3, 5–7, [14–12]            |
| 3.  | prosinec 2008 | Tucumán, Argentina      | antuka | Andrés Molteni    | Diego Cristin G-A Grimolizzi            | 6–7(6–8), 7–6(15–13), [10–6] |
| 4.  | květen 2009   | Córdoba, Argentina      | antuka | Andrés Molteni    | German Gaich Guillermo Durán            | 6–2, 6–4                     |
| 5.  | srpen 2009    | Santa Cruz, Bolívie     | antuka | Diego Cristin     | J-J Monteferrario Gaston Giussani       | 6–1, 6–1                     |
| 6.  | listopad 2009 | Corrientes, Argentina   | antuka | Andrés Molteni    | Jonathan Gonzalia Alejandro Fabbri      | 6–1, 6–3                     |
| 7.  | říjen 2011    | Cochabamba, Bolívie     | antuka | Sergio Galdós     | Mauricio Doria-Medina Federico Zeballos | 6–3, 6–2                     |
| 8.  | říjen 2011    | Santa Cruz, Bolívie     | antuka | Sergio Galdós     | Felipe Soares Thales Turini             | 3–6, 6–2, [10–8]             |
| 9.  | duben 2012    | Pereira, Kolumbie       | antuka | Martín Alund      | Sebastián Decoud Rubén Ramírez Hidalgo  | 6–3, 2–6, [10–5]             |
| 10. | duben 2014    | São Paulo, Brazílie     | antuka | Diego Schwartzman | Máximo González Andrés Molteni          | 1–6, 6–3, [10–4]             |
| 11. | listopad 2014 | Guayaquil, Ekvádor      | antuka | Máximo González   | Pere Riba Jordi Samper-Montana          | 2–6, 7–6(7–3), [10–5]        |
| 12. | listopad 2014 | Lima, Peru              | antuka | Sergio Galdós     | Roberto Maytín Marcelo Demoliner        | 6–3, 6–1                     |
| 13. | březen 2015   | Cachantún, Chile        | antuka | Andrés Molteni    | Máximo González Andrea Collarini        | 7–6(9–7), 3–6, [10–4]        |
| 14. | květen 2015   | Vicenza, Itálie         | antuka | Facundo Bagnis    | Salvatore Caruso Federico Gaio          | 6–2, 6–4                     |

## Finále soutěží družstev: 1 (1–0)
| Stav  | Č. | Datum                  | Soutěž                       | Povrch    | Spoluhráči                                             | Finalisté                                         | Výsledek |
| ----- | -- | ---------------------- | ---------------------------- | --------- | ------------------------------------------------------ | ------------------------------------------------- | -------- |
| Vítěz | 1. | 25.–27. listopadu 2016 | Davis Cup Záhřeb, Chorvatsko | tvrdý (h) | Juan Martín del Potro Federico Delbonis Leonardo Mayer | Marin Čilić Ivo Karlović Ivan Dodig Franko Škugor | 3–2      |